# ویکی‌پدیای مائوری
ویکی‌پدیای مائوری نسخه زبان مائوری وب‌گاه ویکی‌پدیا است.
زبان مائوری تا ۱۹ مه ۲۰۱۲ با بیش از ۷٬۰۱۰ مقاله در رده صد و بیست و هفت ویکی‌پدیاها قرار گرفته‌است.